# Bożena Suchocka-Kozakiewicz
Bożena Suchocka-Kozakiewicz – polska reżyserka teatralna i aktorka, doktor habilitowana sztuk teatralnych, profesor nadzwyczajna Akademii Teatralnej w Warszawie (AT), wykładowczyni i była dziekan Wydziału Aktorskiego AT.

## Życiorys

### Kariera pedagogiczna
W 1985 ukończyła studia aktorskie na ówczesnej PWST w Warszawie (w 1996 przemianowanej na Akademię Teatralną). W 1991 na tej samej uczelni uzyskała dyplom z reżyserii. W latach 2002–2008 zajmowała stanowisko dziekana Wydziału Aktorskiego AT. 22 kwietnia 2013 uzyskała habilitację na tymże wydziale. Uczyła także w Studium Aktorskim przy Teatrze Żydowskim w Warszawie. W 2011 została odznaczona Medalem Komisji Edukacji Narodowej.

### Kariera aktorska i reżyserska
Jako aktorka była aktywna tylko przez pierwsze lata po ukończeniu studiów. W teatrze zadebiutowała w autorskim spektaklu Andrzeja Strzeleckiego Złe wychowanie w Teatrze Ateneum (premiera 27 listopada 1984 r.), przy którym pracowała także jako asystentka reżysera. W tym samym roku zagrała swoje dwie jedyne role telewizyjne – w filmie telewizyjnym Dzień czwarty w reżyserii Ludmiły Niedbalskiej oraz w spektaklu Teatru Telewizji Kilka scen z życia Glebowa (reż. Tomasz Zygadło).
W kolejnych latach pracowała jako asystentka reżysera w warszawskich teatrach Studio i Dramatycznym, gdzie asystowała m.in. Jerzemu Grzegorzewskiemu i Filipowi Bajonowi. Równocześnie przygotowywała spektakle dyplomowe na macierzystej uczelni. Jej samodzielnym debiutem reżyserskim poza uczelnią był wystawiony w 1995 roku spektakl Bracia i siostry na podstawie tekstu Gertrude Stein w Teatrze Dramatycznym. Od tego czasu reżyserowała spektakle m.in. w teatrach Stara Prochownia w Warszawie, im. Adama Mickiewicza w Częstochowie, Narodowym w Warszawie,  Ateneum, Polskim w Warszawie oraz im. Ludwika Solskiego w Tarnowie.